# Факультатив
Факультативный курс или факультативный предмет (фр. facultatif от лат. facultas «возможность») — необязательный, дополнительный учебный курс (или учебный предмет), изучаемый в высшем учебном заведении или школе по выбору студента. Проходят факультативные занятия в свободное от основных занятий время.

## Факультативные предметы в образовательных учреждениях России
В каждой школе существует учебный план, где для каждого предмета, преподаваемого в данной школе, указано, является он обязательным или факультативными.
Федеральный базисный учебный план определяет, что предметы: русский язык, литература, иностранный язык (начиная со второго класса), математика, ИЗО, музыка, труд, окружающий мир, физкультура являются обязательными.
В вузах факультативные курсы организуются советами вузов по своему усмотрению с целью расширения и углубления научных и прикладных знаний студентов.